# Kathy Kozachenko
Kathy Kozachenko (1953) es una política estadounidense que fue la primera candidata abiertamente lesbiana que se postuló con éxito para un cargo político en su país. Kozachenko se presentó con el Partido de los Derechos Humanos (Human Rights Party, HRP), el tercer partido local de izquierdas, que ya había logrado ganar dos escaños en el consejo de Ann Arbor en 1972.

## Biografía
Nacida en Alexandria, Virginia, Kozachenko se mudó durante su juventud. Desde Toledo, Ohio, llegaría a Plymouth, Míchigan. Se unió al Partido de los Derechos Humanos (HRP) a principios de la década de 1970. Tiene ascendencia ucraniana.
Kozachenko fue estudiante de la Universidad de Míchigan, donde recibió apoyo para su agenda progresista, en la que se incluían multas de hasta cinco dólares por posesión de pequeñas cantidades de marihuana. Otra parte de su programa incluía "un límite máximo en la cantidad de ganancias que un propietario podría obtener de los alquileres de un edificio".
Al competir únicamente contra un demócrata liberal, Kozachenko fue elegida para el Concejo Municipal de Ann Arbor el 2 de abril de 1974, con 21 años. Ganó el escaño "en representación del segundo distrito de la ciudad por cincuenta y dos votos".
Los predecesores del HRP de Kozachenko en el concejo municipal, Nancy Wechsler y Jerry DeGrieck, se habían declarado homosexuales durante su primer y único mandatos en el concejo municipal. Fueron los primeros titulares de cargos públicos abiertamente LGBT en los Estados Unidos. Sin embargo, Wechsler y DeGrieck no se postularon para el cargo como abiertamente homosexuales.